# Interac
Interac Association — канадська організація, що зв'язує корпоративні мережі установ для утворення захищеного з'єднання між ними та з метою обміну електронними фінансовими транзакціями. Асоціація заснована у 1984 як спільне підприємство між п'ятьма фінансовими інститутами: Royal Bank of Canada, Canadian Imperial Bank of Commerce, Scotiabank, Toronto-Dominion Bank і Desjardins. 
Запит Interac на статус некомерційної організації був відхилений Бюро з компетенції.
До 2010 асоціація налічувала 80 членів-організацій та понад 59 000 банкоматів, доступних через мережу Interac в Канаді, а також більш 450 000 торгово-сервісних підприємств, розташованих на території країни. 